# Skarptjärnen (Alfta socken, Hälsingland)
Skarptjärnen är en sjö i Ovanåkers kommun i Hälsingland och ingår i Dalälvens huvudavrinningsområde.